# You Are Not Alone
You Are Not Alone is een nummer van zanger Michael Jackson, afkomstig van zijn album HIStory: Past, Present and Future, Book I. Van dit album is het de tweede uitgebrachte single. Het nummer werd geschreven door de zanger R. Kelly. In de Verenigde Staten werd het de eerste single ooit die debuteerde op nummer 1 in de Billboard Hot 100.

## Prestaties
You Are Not Alone is de op twee na succesvolste single van Michael Jackson uit de jaren 90. De enige beter presterende nummers zijn Black or White met 10 nummer 1-posities in verschillende landen, en Scream/Childhood, met 15 nummer 1-posities. You Are Not Alone behaalde de nummer 1-positie in verschillende landen, waaronder de Verenigde Staten en het Verenigd Koninkrijk. In de Nederlandse Top 40 behaalde het nummer de zesde plaats. Doordat het lang in de top 40 bleef staan, behaalde het nummer uiteindelijk 419 punten, waarmee het (samen met Ben) de grootste hit van de zanger werd.

## Videoclip
De videoclip van het nummer was controversieel aangezien het beelden van een bijna naakte Michael Jackson en zijn toenmalige vrouw Lisa Marie Presley bevatte. In de meeste versies van de clip zijn de scènes met Michael Jackson als engel (met vleugels) verwijderd.

## Plagiaat
In 1995 bevestigde de Belgische auteursrechtenvereniging SABAM dat het lied You Are Not Alone, dat R. Kelly voor Michael Jackson schreef, oorspronkelijk in 1993 werd gecomponeerd door de Belgische componisten en producers Eddy & Danny Van Passel onder de naam If We Can Start All Over. Deze compositie stond op nr. 1 in de Verenigde Staten, het Verenigd Koninkrijk en tal van andere landen. R. Kelly beweerde het nummer te hebben gecomponeerd, maar faalde daarvan bewijs te leveren. Na 12 jaar, op 11 september 2007, gaf de Belgische rechter Danny en Eddy Van Passel gelijk dat zij en niet producer R.Kelly de hit You Are Not Alone hebben gecomponeerd. Op 3 september 2009 bevestigde ook het Hof van Cassatie het arrest van 2007 en de uitspraak moest "internationaal" worden gepubliceerd.

## Hitnoteringen

### Nederlandse Top 40
| Hitnotering: 26-08-1995 t/m 02-12-1995 | Hitnotering: 26-08-1995 t/m 02-12-1995 | Hitnotering: 26-08-1995 t/m 02-12-1995 | Hitnotering: 26-08-1995 t/m 02-12-1995 | Hitnotering: 26-08-1995 t/m 02-12-1995 | Hitnotering: 26-08-1995 t/m 02-12-1995 | Hitnotering: 26-08-1995 t/m 02-12-1995 | Hitnotering: 26-08-1995 t/m 02-12-1995 | Hitnotering: 26-08-1995 t/m 02-12-1995 | Hitnotering: 26-08-1995 t/m 02-12-1995 | Hitnotering: 26-08-1995 t/m 02-12-1995 | Hitnotering: 26-08-1995 t/m 02-12-1995 | Hitnotering: 26-08-1995 t/m 02-12-1995 | Hitnotering: 26-08-1995 t/m 02-12-1995 | Hitnotering: 26-08-1995 t/m 02-12-1995 | Hitnotering: 26-08-1995 t/m 02-12-1995 | Hitnotering: 26-08-1995 t/m 02-12-1995 |
| Week:                                  | 1                                      | 2                                      | 3                                      | 4                                      | 5                                      | 6                                      | 7                                      | 8                                      | 9                                      | 10                                     | 11                                     | 12                                     | 13                                     | 14                                     | 15                                     |                                        |
| -------------------------------------- | -------------------------------------- | -------------------------------------- | -------------------------------------- | -------------------------------------- | -------------------------------------- | -------------------------------------- | -------------------------------------- | -------------------------------------- | -------------------------------------- | -------------------------------------- | -------------------------------------- | -------------------------------------- | -------------------------------------- | -------------------------------------- | -------------------------------------- | -------------------------------------- |
| Positie:                               | 22                                     | 9                                      | 7                                      | 7                                      | 7                                      | 8                                      | 8                                      | 6                                      | 8                                      | 9                                      | 9                                      | 18                                     | 20                                     | 25                                     | 32                                     | uit                                    |

### NederlandseSingle Top 100
| Hitnotering: (Week 1 t/m 15) 26-08-1995 t/m 02-12-1995 Hitnotering: (Week 16 t/m 17) 03-06-2006 t/m 10-06-2006 Hitnotering: (Week 18 t/m 21) 04-07-2009 t/m 25-07-2009 | Hitnotering: (Week 1 t/m 15) 26-08-1995 t/m 02-12-1995 Hitnotering: (Week 16 t/m 17) 03-06-2006 t/m 10-06-2006 Hitnotering: (Week 18 t/m 21) 04-07-2009 t/m 25-07-2009 | Hitnotering: (Week 1 t/m 15) 26-08-1995 t/m 02-12-1995 Hitnotering: (Week 16 t/m 17) 03-06-2006 t/m 10-06-2006 Hitnotering: (Week 18 t/m 21) 04-07-2009 t/m 25-07-2009 | Hitnotering: (Week 1 t/m 15) 26-08-1995 t/m 02-12-1995 Hitnotering: (Week 16 t/m 17) 03-06-2006 t/m 10-06-2006 Hitnotering: (Week 18 t/m 21) 04-07-2009 t/m 25-07-2009 | Hitnotering: (Week 1 t/m 15) 26-08-1995 t/m 02-12-1995 Hitnotering: (Week 16 t/m 17) 03-06-2006 t/m 10-06-2006 Hitnotering: (Week 18 t/m 21) 04-07-2009 t/m 25-07-2009 | Hitnotering: (Week 1 t/m 15) 26-08-1995 t/m 02-12-1995 Hitnotering: (Week 16 t/m 17) 03-06-2006 t/m 10-06-2006 Hitnotering: (Week 18 t/m 21) 04-07-2009 t/m 25-07-2009 | Hitnotering: (Week 1 t/m 15) 26-08-1995 t/m 02-12-1995 Hitnotering: (Week 16 t/m 17) 03-06-2006 t/m 10-06-2006 Hitnotering: (Week 18 t/m 21) 04-07-2009 t/m 25-07-2009 | Hitnotering: (Week 1 t/m 15) 26-08-1995 t/m 02-12-1995 Hitnotering: (Week 16 t/m 17) 03-06-2006 t/m 10-06-2006 Hitnotering: (Week 18 t/m 21) 04-07-2009 t/m 25-07-2009 | Hitnotering: (Week 1 t/m 15) 26-08-1995 t/m 02-12-1995 Hitnotering: (Week 16 t/m 17) 03-06-2006 t/m 10-06-2006 Hitnotering: (Week 18 t/m 21) 04-07-2009 t/m 25-07-2009 | Hitnotering: (Week 1 t/m 15) 26-08-1995 t/m 02-12-1995 Hitnotering: (Week 16 t/m 17) 03-06-2006 t/m 10-06-2006 Hitnotering: (Week 18 t/m 21) 04-07-2009 t/m 25-07-2009 | Hitnotering: (Week 1 t/m 15) 26-08-1995 t/m 02-12-1995 Hitnotering: (Week 16 t/m 17) 03-06-2006 t/m 10-06-2006 Hitnotering: (Week 18 t/m 21) 04-07-2009 t/m 25-07-2009 | Hitnotering: (Week 1 t/m 15) 26-08-1995 t/m 02-12-1995 Hitnotering: (Week 16 t/m 17) 03-06-2006 t/m 10-06-2006 Hitnotering: (Week 18 t/m 21) 04-07-2009 t/m 25-07-2009 | Hitnotering: (Week 1 t/m 15) 26-08-1995 t/m 02-12-1995 Hitnotering: (Week 16 t/m 17) 03-06-2006 t/m 10-06-2006 Hitnotering: (Week 18 t/m 21) 04-07-2009 t/m 25-07-2009 |
| Week: | 1 | 2 | 3 | 4 | 5 | 6 | 7 | 8 | 9 | 10 | 11 | 12 |
| --- | --- | --- | --- | --- | --- | --- | --- | --- | --- | --- | --- | --- |
| Positie: | 27 | 13 | 6 | 9 | 10 | 11 | 9 | 8 | 7 | 10 | 12 | 15 |
| Week: | 13 | 14 | 15 | | 16 | 17 | | 18 | 19 | 20 | 21 | |
| Positie: | 25 | 27 | 49 | uit | 45 | 88 | uit | 61 | 26 | 34 | 80 | uit |

### VlaamseUltratop 50
| Hitnotering: 09-09-1995 t/m 16-12-1995 | Hitnotering: 09-09-1995 t/m 16-12-1995 | Hitnotering: 09-09-1995 t/m 16-12-1995 | Hitnotering: 09-09-1995 t/m 16-12-1995 | Hitnotering: 09-09-1995 t/m 16-12-1995 | Hitnotering: 09-09-1995 t/m 16-12-1995 | Hitnotering: 09-09-1995 t/m 16-12-1995 | Hitnotering: 09-09-1995 t/m 16-12-1995 | Hitnotering: 09-09-1995 t/m 16-12-1995 | Hitnotering: 09-09-1995 t/m 16-12-1995 | Hitnotering: 09-09-1995 t/m 16-12-1995 | Hitnotering: 09-09-1995 t/m 16-12-1995 | Hitnotering: 09-09-1995 t/m 16-12-1995 | Hitnotering: 09-09-1995 t/m 16-12-1995 | Hitnotering: 09-09-1995 t/m 16-12-1995 | Hitnotering: 09-09-1995 t/m 16-12-1995 | Hitnotering: 09-09-1995 t/m 16-12-1995 |
| Week:                                  | 1                                      | 2                                      | 3                                      | 4                                      | 5                                      | 6                                      | 7                                      | 8                                      | 9                                      | 10                                     | 11                                     | 12                                     | 13                                     | 14                                     | 15                                     |                                        |
| -------------------------------------- | -------------------------------------- | -------------------------------------- | -------------------------------------- | -------------------------------------- | -------------------------------------- | -------------------------------------- | -------------------------------------- | -------------------------------------- | -------------------------------------- | -------------------------------------- | -------------------------------------- | -------------------------------------- | -------------------------------------- | -------------------------------------- | -------------------------------------- | -------------------------------------- |
| Positie:                               | 23                                     | 14                                     | 11                                     | 5                                      | 4                                      | 3                                      | 3                                      | 5                                      | 11                                     | 13                                     | 14                                     | 17                                     | 30                                     | 28                                     | 34                                     | uit                                    |

### VlaamseRadio 2 Top 30
| Hitnotering: 09-09-1995 t/m 09-12-1995 | Hitnotering: 09-09-1995 t/m 09-12-1995 | Hitnotering: 09-09-1995 t/m 09-12-1995 | Hitnotering: 09-09-1995 t/m 09-12-1995 | Hitnotering: 09-09-1995 t/m 09-12-1995 | Hitnotering: 09-09-1995 t/m 09-12-1995 | Hitnotering: 09-09-1995 t/m 09-12-1995 | Hitnotering: 09-09-1995 t/m 09-12-1995 | Hitnotering: 09-09-1995 t/m 09-12-1995 | Hitnotering: 09-09-1995 t/m 09-12-1995 | Hitnotering: 09-09-1995 t/m 09-12-1995 | Hitnotering: 09-09-1995 t/m 09-12-1995 | Hitnotering: 09-09-1995 t/m 09-12-1995 | Hitnotering: 09-09-1995 t/m 09-12-1995 | Hitnotering: 09-09-1995 t/m 09-12-1995 | Hitnotering: 09-09-1995 t/m 09-12-1995 |
| Week:                                  | 1                                      | 2                                      | 3                                      | 4                                      | 5                                      | 6                                      | 7                                      | 8                                      | 9                                      | 10                                     | 11                                     | 12                                     | 13                                     | 14                                     |                                        |
| -------------------------------------- | -------------------------------------- | -------------------------------------- | -------------------------------------- | -------------------------------------- | -------------------------------------- | -------------------------------------- | -------------------------------------- | -------------------------------------- | -------------------------------------- | -------------------------------------- | -------------------------------------- | -------------------------------------- | -------------------------------------- | -------------------------------------- | -------------------------------------- |
| Positie:                               | 23                                     | 14                                     | 11                                     | 5                                      | 4                                      | 3                                      | 3                                      | 5                                      | 11                                     | 13                                     | 14                                     | 17                                     | 30                                     | 28                                     | uit                                    |

### NPO Radio 2 Top 2000
| Nummer met noteringen in de NPO Radio 2 Top 2000 | '99 | '00-'08 | '09 | '10 | '11  | '12  | '13  |
| ------------------------------------------------ | --- | ------- | --- | --- | ---- | ---- | ---- |
| You Are Not Alone                                | 821 | -       | 565 | -   | 1605 | 1937 | 1872 |

1. ↑  Een '-' betekent dat het nummer niet was genoteerd en een vetgedrukt getal geeft de hoogste notering aan.
2. ↑  Deze tabel is bijgewerkt tot en met de laatste editie (2024).